# ランディングページ最適化
ランディングページ最適化（ランディングページさいてきか、英: Landing page optimization、LPO）はコンバージョン最適化、もしくはコンバージョン率最適化（英: Conversion Rate Optimization, CRO）と呼ばれるより広範なインターネットマーケティング手法の一つであり、セールスリードや顧客となりうるウェブサイト訪問者の比率を向上させることを目的としている。
ランディングページは潜在顧客が広告や検索結果をクリックした際に表示されるウェブページである。ここでは通常、広告やリンクについてより詳細に書かれたコンテンツが表示される。ランディングページ最適化では、ターゲットとなる閲覧者に向けてより訴えかけるコンテンツやビジュアルをページ上で提供することを目的としている。

## ランディングページ最適化の基礎
LPOにはターゲティング方法に基づく三つのタイプが存在する。
連想コンテンツターゲティング（Associative content targeting）
ルールベース最適化、受動的最適化とも呼ばれている。調査によらず入手可能な一般的な情報（検索キーワード、地理的状況など）を元に顧客のセグメンテーションを作り、最も効果が高いと考えられるコンテンツを配信する。
予測的コンテンツターゲティング（Predictive content targeting）
能動的ターゲティングとも呼ばれる。過去の購買行動、人口統計情報、閲覧パターンといった顧客に固有を情報を元に、顧客の未来の行動を予測分析（predictive analytics）の技術を用いて予測し、最も効果が高いと考えられるコンテンツを配信する。
顧客志向ターゲティング（Consumer directed targeting）
ソーシャルターゲティングとも呼ばれる。訪問者によりつけられたタグ、評価、レビューを元に最も効果が高いと考えられるコンテンツを配信する。
LPOには実験方法に基づく二つのタイプが存在する。
期限付きテスト（Closed-ended experimentation）
期限付きテストでは、一定期間内に顧客に対し複数のバリエーションのページを表示しデータを取得する。期間終了時に、結果に基づき最も優れているページを選択する。
期限なしテスト（Open-ended experimentation）
期限なしテストでは、期間を定めず継続的にテストを行う。その中でリアルタイムに結果を集計し、動的に最も優れたページに変更し続ける。

## テストに基づくランディングページ最適化
A/Bテスト（A/B testing）、多変量テスト（multivariate testing）、トータルエクスペリエンステスト（total-experience testing）を用いることで、テストに基づくLPOを行うことが出来る。これらは共に期限付きテスト、期限なしテストに対して適用可能である。

### A/Bテスト
A/Bテスト（A/Bスプリットランテスト）は二つのバージョンのページ、"A" と"B"、をテストするのに用いられる手法である。ホームページ、製品ページ、FAQといったサイト上に存在する各ページに対して、複数のバージョンのページを用意しテストを行い、もっとも効果の高いページを決定することを目的としている。二つ以上のバージョンのページを用意することを明示的に示す場合、A/B/nテスト（A/B/n split testing）と表記されることもある。A/Bテストについてのデータは、通常コンバージョンかクリックを基準に測定される。
テストは逐次的、もしくは並行して行われる。逐次テストでは、複数のバージョンのウェブページが一定期間ずつオンラインで表示されテストされる。実装に関していえばこの手法が最も簡単である。並行テスト（スプリットラン）では、トラフィックが二つに分けられ、複数のバージョンが同時期に表示される。テストの結果は時期により著しく変化することがしばしば起こりうる。それぞれのバージョンの測定条件をそろえ、より信頼性のあるテストを行うためには、逐次テストは極力行うべきではない。 
A/B テストのメリット
- 無料のツールが存在する。また既存のページをテストに使えるため費用がかからない。
- 複雑な統計を必要とせず明快である。

A/B テストのデメリット
- 逐次テストを行っている場合、キャンペーン、検索トラフィック、プレスリリース、季節性といった全ての外的要因をコントロールすることが困難である。
- ページを特徴づける要素が複数存在し、各バージョンに対してそれらが変わる場合、信頼性のある結果を得ることが困難である。

### 多変量テスト
多変量テスト（MVT）では、ページ上の画像やテキストといったの複数の要素のバージョンを変更しテストを行う。たとえば、あるページにはタイトルでk個の選択肢、メインイメージでm個の選択肢、会社ロゴでn個の選択肢があるとする。この場合、k×m×nの組み合わせのランディングページが得られる。
コピーのテキスト、フォームのレイアウト、メインイメージ、バックグラウンドカラーを変更することでコンバージョン率に大幅な改善が見られたとする。しかしながら、変更された各要素が等しくコンバージョンの改善に貢献したとは限らない。どの要素が最もコンバージョンの向上を促しているかを特定することが、多変量テストの重要な目的の一つである。
1998年にMoskowitz Jacobs Inc.がLEGOのサイトに実験計画法を用いた多変量テストを行ったのが一番初めの例であるが、それ以降多変量テストは2003年から2004年まではメインストリームとはならなかった。
多変量テストのメリット
- 顧客の嗜好を理解しエクスペリエンスを最適化する科学的なアプローチであり信頼性がある。
- 大規模なITによる実装を行わずとも比較的簡単に実行可能になった。複数行のジャバスクリプトをサイトに記述することで他のベンダーが提供するツールが利用可能であり、テストと結果の解析を行うことが出来る。
- 各要素を随時変更し最適なページに段階的に近づけることが出来る。

多変量テストのデメリット
- 多くの定量的消費者分析に見られるように、GIGO（garbage in, garbage out：ごみを入れればごみしか出てこない）となる危険性がある。最適な結果を得るためには、自社の目的と顧客のニーズが何かを認識し、テストを行うに足る効果の高いコンテンツを用意する必要がある。
- 1ページの改善に多く労力がかかる。通常ウェブサイトを閲覧する場合、複数のページをまたぐことになる。多変量テストによりその各ページを最適化するのは、現実的に困難な場合も存在する。例えばeコマースに関していえば、購買する訪問者は通常12から18のページを閲覧することになる。サポートサイトに関していえば、より多くのページが閲覧されることになる。

### トータルエクスペリエンステスト
トータルエクスペリエンステスト（もしくはエクスペリエンステスト）は現在発展中のランディングページ最適化の新手法であり、システム（e.g., ATG, Blue Martini Software, etc.）によりウェブサイト全体の訪問者の動きを解析しエクスペリエンスを最適化する。従来のランディングページ最適化と異なり、トータルエクスペリエンステストではページ間をまたぐエクスペリエンスを複数用意しテストを行うことになる。
トータルエクスペリエンステストのメリットとしては、単一ページだけでなく全てのウェブ上の体験を反映し最適化できる点が挙げられる。デメリットは二点あり、一点目としてウェブサイトにトータルエクスペリエンステストを行うプラットフォームを導入するコストが高いこと、二点目としてA/Bテスト、MVLPOと比較しテストにより多くの時間がかかることが挙げられる。